# Mieczysław Ankiewicz
Mieczysław Ankiewicz (ur. 23 listopada 1889 w Obrze, zm. 27 kwietnia 1920 w Berdyczowie) – podchorąży Wojska Polskiego, kawaler Orderu Virtuti Militari.

## Życiorys
Urodził się w Obrze, w rodzinie Józefa i Heleny z Sikorskich (ur. 5 stycznia 1864). W Berlinie ukończył kurs handlowy i tam rozpoczął pracę jako kupiec. W 1914 został zmobilizowany do armii niemieckiej. W 1917 zdezerterował i przedostał się do Poznania. Tu działał w konspiracji wojskowej. W Obrze przystąpił do oddziału powstańczego i wziął udział w powstaniu wielkopolskim. W jego składzie walczył na odcinku od Kębłowa do Kopanicy.
Wiosną 1919 został powołany na I kurs Wielkopolskiej Szkoły Podchorążych w Poznaniu. W marcu 1920, po ukończeniu szkoły, został mianowany podchorążym i skierowany do 61 pułku piechoty na stanowisko dowódcy 6. kompanii. Razem z pułkiem wziął udział w wyprawie kijowskiej. 26 kwietnia walczył o Berdyczów. W walce z bolszewickimi samochodami pancernymi Mieczysław Ankiewicz został ciężko ranny, ale jego działania przyczyniły się do zdobycia jednego z nich. Za czyny bojowe na polu walki pośmiertnie odznaczony został Krzyżem Srebrnym Orderu „Virtuti Militari”. Zmarł 27 kwietnia w miejscowym szpitalu.
3 maja 1920 w Dzienniku Personalnym Ministerstwa Spraw Wojskowych ogłoszono dekret Naczelnego Wodza z 19 kwietnia 1920 mianujący Mieczysława Ankiewicza podporucznikiem w piechocie z dniem 1 kwietnia tego roku i 73. lokatą.

## Ordery i odznaczenia
- Krzyż Srebrny Orderu Virtuti Militari nr 912 – pośmiertnie 13 maja 1921[6][2]